# Dworek w Jełmuniu
Dworek w Jełmuniu – dawny, niewielki majątek ziemski położony we wsi Jełmuń w powiecie mrągowskim w gminie Sorkwity.
Klarowne, typowe w kompozycji założenie, pięknie usytuowane w krajobrazie. Dwór na wzniesieniu, w punkcie środkowym zespołu, między parkiem schodzącym ku brzegom jeziora a czworokątem podwórza gospodarczego. W parku zachowane jest szerokie otwarcie widokowe na jezioro. W XIX w. własność rodziny von Woisky, w pobliżu na sąsiednim wzgórzu zachował się cmentarz rodowy.
Klasycystyczny dwór pochodzi z 2. połowy XIX w. Założony na rzucie prostokąta, parterowy, przykryty dachem dwuspadowym. W elewacji frontowej (od strony parku i jeziora) ryzalit z trzema półkolistymi arkadami w przyziemiu, zwieńczony trójkątnym naczółkiem, poprzedzony półkolistym tarasem. Elewacja od strony podwórza znacznie skromniejsza.